# Ciro Pessoa
Ciro Pessoa Mendes Corrêa (São Paulo, 12 de junho de 1957 – São Paulo, 5 de maio de 2020), também conhecido pelo nome darma Tenzin Chöpel, foi um cantor-compositor, guitarrista, roteirista, jornalista, escritor, ativista e poeta brasileiro, conhecido por ser um dos membros fundadores da banda de rock Titãs e por seu posterior trabalho com a pioneira banda de pós-punk/rock gótico Cabine C. Também formou inúmeros outros projetos menos conhecidos e de curta duração entre meados das décadas de 1980 e 1990, antes de começar carreira solo em 2003.

## Biografia
Ciro Pessoa nasceu em São Paulo em 1957. Aos 7 anos de idade aprendeu a tocar violão, e aos 12 começou a tocar em festivais musicais pela cidade. Quando adolescente, estudou no Colégio Equipe, onde conheceria Arnaldo Antunes, Paulo Miklos, Nando Reis, Marcelo Fromer, Branco Mello, Tony Bellotto e Sérgio Britto. Unidos por seus gostos musicais em comum, formariam, em 1982, junto a André Jung, a banda de rock Titãs do Iê-Iê, que eventualmente encurtaria o nome para apenas Titãs. Credita-se a Ciro Pessoa a iniciativa de reunir os amigos em um grupo e torná-lo uma banda oficialmente.
Pessoa, no entanto, nunca chegou a gravar álbuns de estúdio durante sua estadia de dois anos na banda, mas compôs alguns dos mais memoráveis sucessos do grupo, tais como "Sonífera Ilha", "Toda Cor", "Homem Primata" e "Babi Índio", entre outros. Deixou os Titãs no final de 1983, devido a divergências estéticas que culminaram com um desentendimento entre ele e André Jung. Logo após, Pessoa formaria duas bandas concomitantes: Os Jetsons, com seu ex-parceiro dos Titãs Branco Mello e Charles Gavin (que ainda tocava com o Ira! na época), e Ricotas do Harlem, uma dupla de soul com Fernando Salem. Ambas as bandas tiveram curtíssima duração porém, e não chegariam a gravar nenhum álbum ou até mesmo a realizar shows.
Em 1984, formou o Cabine C, uma das primeiras e mais conhecidas bandas brasileiras de rock gótico, ao lado da então esposa Wania Forghieri, Edgard Scandurra do Ira!, Sandra Coutinho das Mercenárias (que acabaria por deixar a banda e ser substituída pelo também membro do Ira! Ricardo Gaspa) e Charles Gavin. Com esta formação chegaram a gravar algumas músicas e shows, mas todos, com exceção de Pessoa e Forghieri, acabariam por deixar a banda a fim de focalizar em seus respectivos projetos pessoais. Scandurra, Gaspa e Gavin foram substituídos pelas ex-membros do Akira S e As Garotas Que Erraram Anna Ruth dos Santos e Marinella Setti. Esta nova formação do Cabine C acabaria por lançar seu primeiro (e único) álbum de estúdio, Fósforos de Oxford, em 1986; apesar de ter sido bem recebido pelo público e pela crítica, foi um fracasso de vendas. A banda chegaria ao seu fim em 1987, devido a problemas judiciais com sua gravadora, a RPM Discos, fundada e gerenciada por Paulo Ricardo e Luiz Schiavon da banda homônima. Antes de seu término a banda estava trabalhando num segundo álbum de estúdio, que se chamaria Cotonetes Desconexos; quatro músicas que o integrariam foram gravadas, mas o álbum acabaria por ser abandonado. Junto a Forghieri, Pessoa também compôs a trilha sonora do filme de 1993 Oceano Atlantis, também roteirizado por ele e que estrelou Antônio Abujamra.
Ao decorrer da década de 1990, Ciro Pessoa escreveu algumas canções que eventualmente seriam tocadas pelo Ira!, entre elas "Efeito Bumerangue", "Tantas Nuvens", "A Natureza Sobre Nós", "Mistério", "Correnteza" e "Inundação de Amor" (originalmente escrita por ele para o Cabine C em parceria com Júlio Barroso da Gang 90 e as Absurdettes no início da década de 1980, antes da morte de Barroso), e formou em 1990 a banda Ciro Pessoa e Seu Pessoal, ou CPSP, junto a Kiko Nogueira, Roger "Vapt-Vupt" Lima, ao ex-Ira! Fábio Scattone e Abrão Levin. Contrastando com o som obscuro e gótico do Cabine C, o CPSP rumou a uma direção mais leve e pop que, de acordo com Pessoa, foi inspirada por cantores da Jovem Guarda como Odair José, Roberto Carlos e Jerry Adriani. A banda nunca chegou a gravar nenhum álbum, mas viajaram extensivamente pelo Estado de São Paulo antes de chegarem ao fim. No início da década de 2000, Pessoa começou a escrever alguns artigos, relatos de viagem e poemas em prosa para revistas e jornais como a Playboy, a Folha de S.Paulo e sua revista semanal, Superinteressante, Galileu, VIP e Viagem e Turismo; "Caminho Afora" (2002) e "O Mundo dos Sonhos" (2004), dois relatos de viagem que escreveu para a última, o primeiro discorrendo sobre os Caminhos de Santiago, foram agraciados com o Prêmio Abril de Jornalismo. A maioria dos artigos e poemas de Pessoa estão compilados em seu blog oficial no WordPress, "O Mundo de Mantraman", e também em seu perfil no Tumblr. Seu primeiro livro, Relatos da Existência Caótica, saiu em 23 de outubro de 2015 pela editora Chiado; é uma compilação de cinco antologias de poemas que escreveu no início de sua carreira, mas que até então permaneceram não publicadas: O Labirinto do Sr. Eno, Ecos de um Encantamento Distante, Manual das Mãos, Patagônia Mentalis e Os Emblemas.
Em fins da década de 1990, formou outro projeto de curta duração, Ciro Pessoa & Ventilador, ao lado de seus ex-parceiros do CPSP Kiko Nogueira e Fábio Scattone, e novos membros Tchelo Nogueira (irmão de Kiko), Laudir de Oliveira, Serjão e Boris. Este reteve a sonoridade pop rock do CPSP, mas acrescentando elementos mais experimentais. Gravaram um álbum que durante muitos anos ficou engavetado até ser recentemente disponibilizado nas plataformas digitais, Batuca Aqui.
Em 1985, Ciro Pessoa e Branco Mello compuseram músicas que foram usadas para a confecção de um álbum conceitual infantil, anos mais tarde, intitulado Eu e Meu Guarda-Chuva. Lançado em 2001, tem como enredo a história de um garoto chamado Eugênio e seu inseparável guarda-chuva. O álbum se tornou um livro (escrito por Mello em parceria com Hugo Possolo) em 2003 e um filme de longa-metragem (dirigido por Toni Vanzolini e estrelado por Lucas Cotrim, Paolla Oliveira, Daniel Dantas e Leandro Hassum) em 2010; nem o livro ou o filme tiveram o envolvimento de Pessoa, porém.
Em 2003, começou carreira solo com o lançamento de No Meio da Chuva Eu Grito "Help" pela gravadora Voiceprint Records. Em 2010, assinou com a gravadora independente Rosa Celeste para lançar seu segundo álbum, Em Dia com a Rebeldia. Experimental e psicodélico, Pessoa o concebeu como sendo um tributo às bandas das décadas de 1960 e 1970 que cresceu escutando, mais notavelmente The Jimi Hendrix Experience, Os Mutantes, Pink Floyd, The Beatles e Secos & Molhados, e à obra de pintores e poetas surrealistas como Salvador Dalí, René Magritte e André Breton. Um grande show para promover o álbum aconteceu no Auditório Ibirapuera em São Paulo no mesmo ano.
Em meados da década de 2010, tornou-se um ferrenho crítico do governo petista brasileiro e de políticas de esquerda como um todo, e começou a promover uma série de hangouts nos quais disserta sobre sua visão da política brasileira, frequentemente acompanhado pelo também músico Lobão e pelo jornalista Claudio Tognolli, entre outros. Nesse período, Pessoa viajou pelo Brasil com sua banda Nu Descendo a Escada (assim chamada em homenagem à pintura epônima de 1912, feita por Marcel Duchamp), que era formada por Kim Kehl (guitarra), Luiz Domingues (baixo) e Carlos Machado (bateria).
Em 2016, formou um projeto mais voltado ao pop rock, a banda Flying Chair, composta por Chico Marques e Cláudio Costa na guitarra e no backing vocal, Diego Basanelli no baixo e Pedro Léo na bateria. Lançaram às próprias custas um EP de quatro faixas em dezembro do mesmo ano, disponível no SoundCloud e lançado fisicamente em 11 de fevereiro de 2017; contou com uma participação especial do baterista do RPM, P. A. Pagni. Um segundo EP de quatro faixas foi enviado ao SoundCloud em 5 de abril de 2017 e lançado fisicamente em 2 de maio. O álbum de estreia da banda saiu em 29 de julho de 2017. Em 9 de março de 2018 a banda lançou seu primeiro álbum ao vivo, Ao Vivo na Cena. Seu último lançamento foi o single Sem Orientação, com a participação do tecladista Pedro Pelotas, ex-integrante do Cachorro Grande.
Morreu no dia 5 de maio de 2020 em decorrência da COVID-19, enquanto tratava de um câncer.

## Vida pessoal
Ciro Pessoa converteu-se ao budismo Vajrayana em fins da década de 1990, assim obtendo o nome darma Tenzin Chöpel, que utilizou para assinar a maioria dos artigos que escreveu para as revistas e jornais para os quais trabalhou.
Entre meados das décadas de 1980 e 1990, foi casado com sua colega do Cabine C, Wania Forghieri. Casou-se pela segunda vez com Isabela Johansen e teve com ela uma filha, Antônia. Divorciaram-se em janeiro de 2016. Ao todo, teve cinco filhas e um filho.

## Discografia

### Com o Cabine C
- Fósforos de Oxford (1986)

### Com a Banda Ventilador
- Batuca Aqui (gravado em 1996, lançado em 2019)

### Com a Flying Chair

#### Álbuns de Estúdio
- Flying Chair (2017)
- Quem é Ciro Pessoa? (2020)

#### Ao Vivo
- Ao Vivo na Cena (2018)

#### EP
- Flying Chair (2016)
- Flying Chair II (2017)

### Solo
- No Meio da Chuva Eu Grito "Help" (2003)
- Em Dia com a Rebeldia (2010)

## Videografia
- Quem é Ciro Pessoa? (2021) - Documentário